# Mathilde Sussin

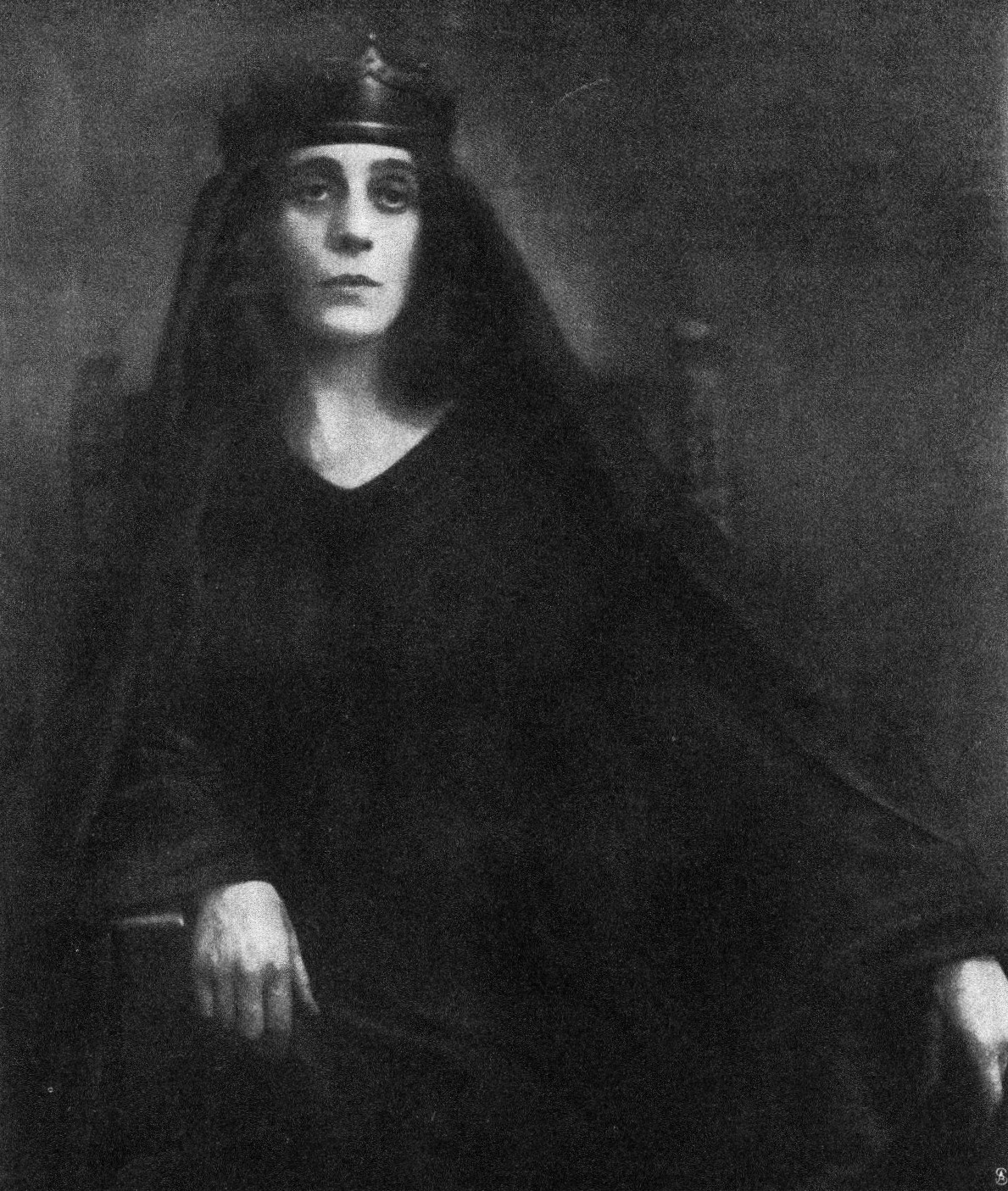
Mathilde Sussin als Isabella in Die Braut von Messina (1918), Foto: Becker und Maass

Mathilde Sussin (* 21. September 1876 in Wien; † 2. August 1943 im KZ Theresienstadt) war eine österreichische Schauspielerin.

## Leben
Sie begann ihre künstlerische Laufbahn 1895 am Stadttheater Innsbruck. 1897 spielte sie in Aachen, 1898 in Preßburg und 1899 in Wiener Neustadt. 1901 kam sie nach Graz, wo sie 1901 als Lady Milford in Kabale und Liebe einen erfolgreichen Einstand feierte. 1906 trat sie erstmals in Berlin auf.
Ihr Fach war das der eleganten, empfindsamen Salondame. Sie agierte besonders in Stücken von Gerhart Hauptmann, Henrik Ibsen und Hermann Sudermann am Berliner Lessingtheater und seit 1916 am Staatstheater. In diesem Jahr erhielt sie ihre erste Filmrolle, und ab 1920 war sie oft in Stummfilmen zu sehen.
Ihr letztes Engagement nahm die jüdische Schauspielerin am Theater in der Stresemannstraße wahr, wo sie noch im Juni 1933 bei der Premiere des Stückes Andreas Hollmann von Hans-Christoph Kärgel mitwirkte. Zuletzt stand sie hier im Oktober im inzwischen in Theater an der Saarlandstraße umbenannten Haus an der Seite von Paul Wegener in Ibsens John Gabriel Borkman auf der Bühne. Mit der Errichtung der Reichstheaterkammer verlor sie jede Arbeitsmöglichkeit.
Am 9. September 1942 wurde sie nach Theresienstadt deportiert. Hier war sie noch aktiv im kulturellen Leben, u. a. bei Philipp Manes. Sie starb am 2. August 1943 im Alter von 66 Jahren  an Tuberkulose.

## Filmografie
| - 1916: Der Letzte eines alten Geschlechtes - 1919: Die Nackten – Ein sozialpolitischer Film - 1920: Das Fest der schwarzen Tulpe - 1920: Die Nacht der Prüfung - 1921: Die Schuld des Grafen Weronski - 1922: Zum Paradies der Damen - 1922: Der Unheimliche - 1922: Wenn die Maske fällt - 1923: Buddenbrooks - 1923: Das Haus ohne Lachen - 1923: I.N.R.I. - 1923: Seine Frau, die Unbekannte - 1924: Tragödie im Hause Habsburg - 1925: Ein Walzertraum - 1925: Freies Volk - 1925: Die Frau mit dem schlechten Ruf | - 1926: Vater werden ist nicht schwer... - 1926: Man spielt nicht mit der Liebe - 1926: Menschen untereinander - 1927: Violantha - 1927: Die berühmte Frau - 1927: Feme - 1927: U 9 Weddigen - 1928: Ich hatte einst ein schönes Vaterland - 1928: Die Heilige und ihr Narr - 1928: Zuflucht - 1929: Frühlings Erwachen - 1929: Die Vierte von rechts - 1930: Flachsmann als Erzieher - 1930: Ein Tango für Dich - 1932: Das erste Recht des Kindes - 1932: Das Blaue vom Himmel |